# Belden Village Mall
Belden Village Mall, anteriormente conocido como Westfield Belden Village, es un centro comercial en Jackson Township, Ohio. Sus tiendas anclas son Dillard's, Macy's y Sears. La tienda Kaufmann cambió de nombre a Macy's el 9 de septiembre de 2006.
Originalmente las primeras tiendas anclas fueron O'Neil's , Halle Brothers Co. y Sears, la tienda Halle's cerró en 1982 y fue transferida a Higbee's, en la cual continuó operando hasta 1992 cuando fue tomada por Dillard's. O'Neil's se fusionó con May Company Ohio en 1989, en la cual después se convirtió en 1993 en una Kaufmann's. Los negocios tipo outlet fueron Chili's Bar & Grille que abrió en 1986, Bravo Cucina, un restaurante que abrió en2006, y Max & Erma's, un restaurante que abrió en 2005 y Sears Auto Center. Después de muchos años de ser propiedad de Cleveland developers The Jacobs Group, The Westfield Group adquirió el centro comercial a mediados del 2002, y le cambió el nombre a "Westfield Shoppingtown Belden Village", quitándole la palabra "Shoppingtown" en junio de 2005. Ahora permanece como el ancla del atestado distrito comercial de Belden Village.

## Anclas
- Dillard's (191,000 pie cuadrado)
- Macy's (131,005 pie cuadrado)
- Sears (188,184 pie cuadrado)

## Premios
- Mejor lugar para comprar en el condado de Stark[1] - 2007